# Georg Thudichum
Georg Thudichum (né le 29 mars 1794 à Eudorf, mort le 27 décembre 1873 à Darmstadt) est un théologien protestant et philologue classique allemand.

## Biographie
La famille Thudichum vient de Marbach am Neckar. Friedrich Valentin Thudichum (1754-1818), ami de la maison de Friedrich Schiller et enlevé par sa mère avec qui elle a une liaison, émigre en 1778 du Wurtemberg, parce qu'un écrit franc sur l'Apocalypse lui interdit l'accès au culte. Il est d'abord pasteur à Eudorf puis surintendant à Nidda. Friedrich est marié à Magdalena Marie Löber (1767-1813). Du mariage à Eudorf le 31 octobre 1784, huit enfants naissent, dont Georg et son frère, le député Ludwig Thudichum.
Georg Thudichum est l'élève de Friedrich Gottlieb Welcker, se consacre à la théologie et à la philologie puis en 1814 s'engage en tant que chasseur volontaire dans la campagne contre Napoléon Bonaparte. Pendant ses études, il est membre de la société de lecture teutonne (de) et des Noirs de Giessen. Après ses études en 1818, il devient le troisième pasteur de la communauté unioniste à Büdingen et en même temps enseignant du lycée local. Il traduit Sophocle et des poètes grecs antiques. En 1839, il est directeur du gymnasium et membre de l'Oberstudienrath à Darmstadt en 1842. Il prend sa retraite en 1863.
Le 31 octobre 1828, Thudichum se marie à Grunberg avec Frederike Baist, âgée de 23 ans. Le mariage donne naissance à six enfants : Friedrich von Thudichum (de) qui sera juriste, Ludwig Thudichum (de) chimiste et la fille Ottilie deviendra l'épouse de Hermann Weber (de).